# Гуаймальен
Гуаймаллен (исп. Guaymallén) — город в Аргентине, в провинции Мендоса. Является пригородом Мендосы и относится к городской агломерации Большая Мендоса (Gran Mendoza). Население 252 618 человек (2010). Город официально основан в 1858 году.

## Население
По переписи 2010 года в городе проживало 252 618 человек. Это определяет его как самую густонаселенную часть агломерации Большой Мендосы и всей провинции. Город состоит из следующих районов: Dorrego, Las Cañas, San José, Pedro Molina, Bermejo, El Sauce, Buena Nueva, Nueva Ciudad, General Belgrano, Jesús Nazareno, San Francisco del Monte, Capilla del Rosario, Villa Nueva, Colonia Molina.

## История
В городе было зафиксировано 2 землетрясения. Первое землетрясение произошло 21 марта 1861 года и составило 7,2 по шкале Рихтера. Следующее землетрясение в городе случилось в 1985 году, в результате чего было разрушено здание госпиталя (Hospital del Carmen).